# Blakeïta
La blakeïta és un mineral de la classe dels òxids. Va ser anomenada en honor de William Phipps Blake (1826-1910), geòleg, consultor miner i educador.

## Característiques
La blakeïta és un òxid de fórmula química Fe3+
2[TeO₃]₃ (?). La seva duresa a l'escala de Mohs és de 2 a 3.
Segons la classificació de Nickel-Strunz, la blakeïta pertany a «04.JM - Tel·lurits sense anions addicionals, amb H₂O» juntament amb els següents minerals: emmonsita, keystoneïta, kinichilita, zemannita, graemita, teineïta.

## Jaciments
La blakeïta va ser descoberta a la mina Mohawk, a Goldfield (Comtat d'Esmeralda, Nevada, Estats Units). També ha estat descrita en altres mines de Goldfield i al municipi de Moctezuma, a Sonora (Mèxic).